# Парфумер

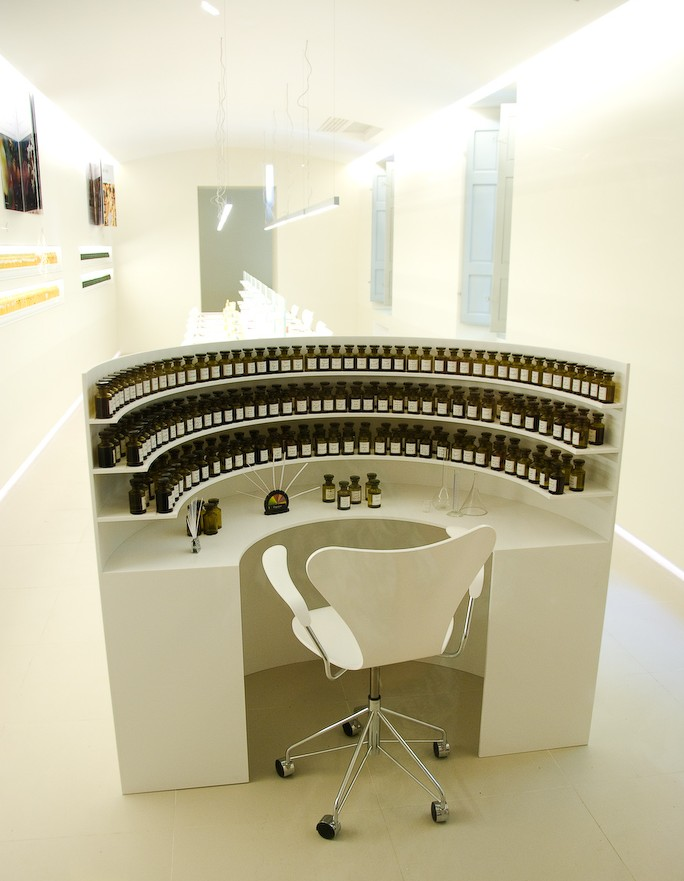
Макет парфумерного органу (на якому відсутні ваги). Орган традиційно є робочим місцем парфумера під час створення композиції різних парфумів. Однак у наш час в більшості великих компаній з виробництва парфумерії і ароматизаторів зразки зважуються і змішуються технічними фахівцями.

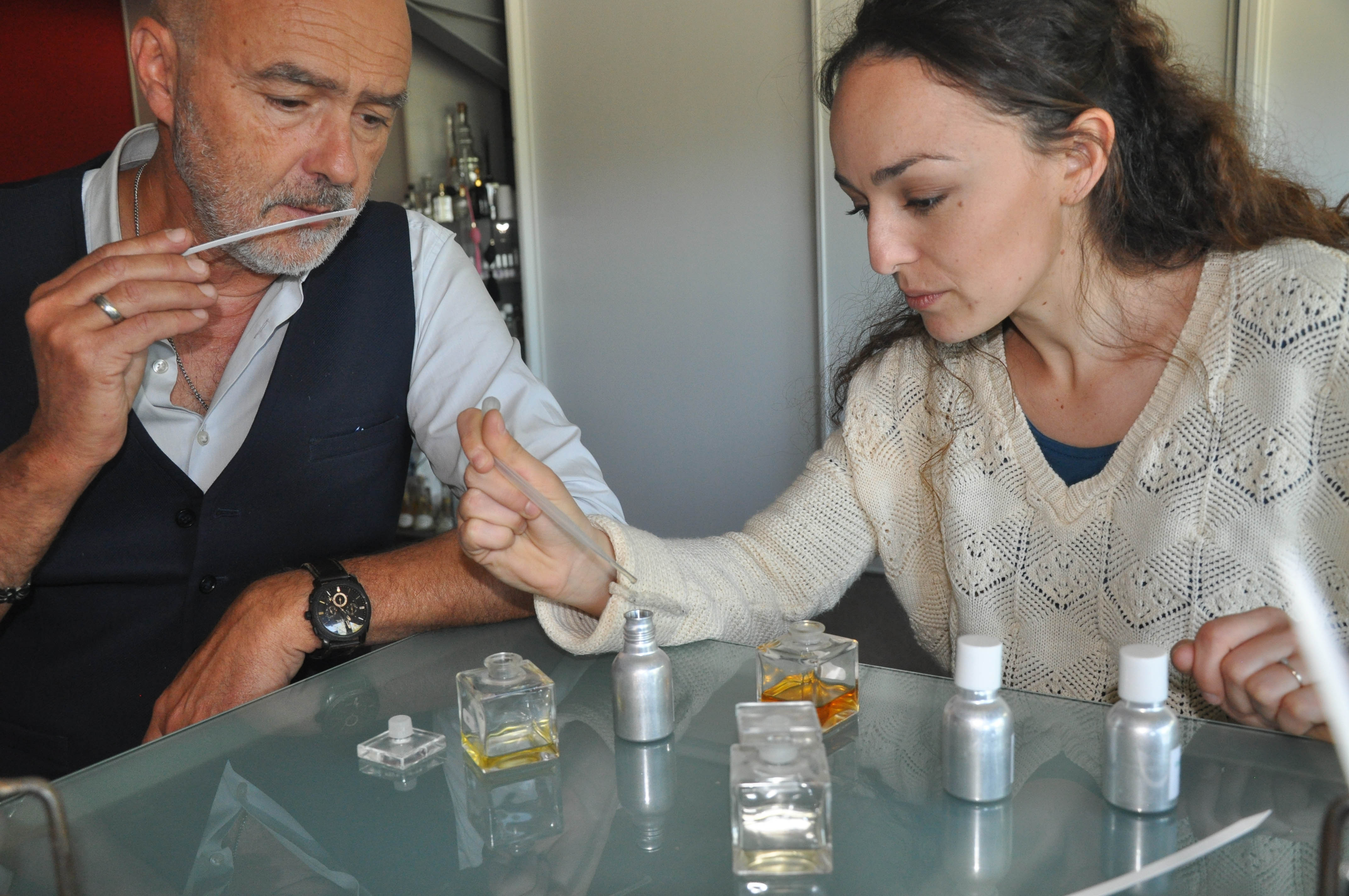
Парфумери під час створення аромату

Парфуме́р — це експерт, що створює парфумовані композиції, якого інколи називають ніс (французька: nez) завдяки його тонкому нюху та вмінню виробляти ароматичні (ольфактивні) композиції. Парфумер - це фактично художник-творець, який знається на концепціях ароматичної естетики і здатний передавати абстрактні концепції та настрої через ароматичні композиції. На елементарному рівні парфумер повинен мати глибокі знання про різноманітні ароматичні інгредієнти та їх запахи, а також мати можливість розрізнити кожен з них окремо або у поєднанні з іншими. Вони також повинні знати, як кожен з них поводиться та розкривається у часі. Робота парфумера дуже схожа на роботу спеціалістів з ароматів, які створюють запахи та ароматизатори для комерційних харчових продуктів.
У кожній великій фірмі, що займається випуском парфумерії і косметики, є свій парфумер, що займається складанням парфумерних композицій.

## Історія
Історія парфумерії нерозривно пов'язана з історією людства. Єгиптяни прославляли своїх богів обкурюванням і виготовляли благовонні мазі і ароматні олії, якими супроводжувалися різні обряди і доповнювалися жіночі туалети. Греки ж привезли зі своїх експедицій нові аромати, а в античному Римі запахам надавалася цілюща сила. Нашестя варварів припинило використання ароматів на Заході. І тоді народи ісламу стали розвивати мистецтво парфумерії: араби і перси перетворилися на незрівнянних знавців прянощів, винайшовши перегінний куб і поліпшивши дистиляцію.
Перший аромат на основі алкоголю — так звану «угорську воду» створила королева Єлизавета Угорська у XIV столітті. Існувала думка, що саме завдяки цим парфумам вона до глибокої старості зберегла свою дивовижну красу (коли їй були вже 72 роки, до неї засватався 25-річний польський король).
Першу парфумерну лабораторію засновує в Грассі у XVI столітті дружина французького короля Генріха II Катерина Медічи, приїхавши до Франції з Італії. Грасс був ще і великим шкіряним центром. І до моди увійшли парфумовані рукавички. Це була не тільки данина моді, оскільки на міських вулицях у той час панував нестерпний сморід і аристократи могли хоч би частково захистити свої чутливі носи, закривши їх запашною рукавичкою. Але в епоху Відродження відмовилися від їх використання.
Перша парфумерна фабрика у світі виникає у 1608 році у Флоренції, в монастирі Сайту Марія Новелла. Фабрикантами стають самі ченці-домініканці.

## «Ніс»
Головний парфумер («Ніс») в багатьох країнах є ключовою фігурою парфумерної фірми в процесі створення нової композиції, або при відтворенні традиційного аромату парфумерного виробу за допомогою нових компонентів.

## Відомі парфумери
- Анрі Алмерас
- Коко Шанель
- Франсуа Коті
- Марі Саламан
- Віолен Давид
- Веронік Найберґ
- Еллена Бернар
- Венсан Шаллер
- Евелін Буланже
- Бурдон Пьєр